# Era D'Ambrosio del Deportivo Italia

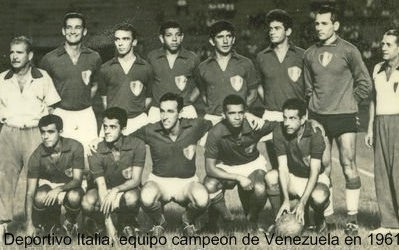
Deportivo Italia en 1961, cuando fue "Campeón de Venezuela"

Se designa como Era D'Ambrosio del Deportivo Italia al período del balompié venezolano (desde 1961 hasta 1978) en el que el naciente futbol profesional de Caracas obtuvo resultados importantes a nivel mundial, gracias a las actuaciones del "Deportivo Italia" bajo el mando de Mino D'Ambrosio y su hermano Pompeo D'Ambrosio.
Es preciso recordar que el Deportivo Italia -gracias a los D'Ambrosio- fue considerado como el mejor equipo venezolano del siglo XX junto al Estudiantes de Mérida, según la Federación Internacional de Historia y Estadística de Fútbol:

## Historia

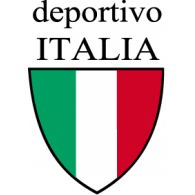
Logo del Deportivo Italia cuando fue fundado en 1948

La llegada a Venezuela de muchos centenares de miles de inmigrantes europeos después de la Segunda Guerra Mundial se concretó -entre otras cosas- en la creación de equipos de fútbol para las diferentes colonias. 
Así fue que los Italianos tuvieron su Deportivo Italia (mientras los Portugueses el "Deportivo Portugués", los Gallegos el "Deportivo Galicia", los Canarios el "Unión Deportiva Canarias", etc.).
Los primeros años de "los Azules" fueron caracterizados por escasos triunfos. 
Pero en 1958 empezó - gracias a la llamada "gestión D'Ambrosio" - la época dorada del equipo representativo de los 300.000 Italo-venezolanos, que duró hasta finales de los años setenta: entre 1961 y 1972, todos los años el Deportivo Italia obtuvo un galardón.
Los sucesos fueron muy halagadores, hasta llegar a conseguir en la Copa Libertadores el famoso Little Maracanazo en 1971 que fue elogiado por toda la prensa deportiva del mundo.

El Deportivo Italia fue una divisa que rápidamente se ganó el corazón de los fanáticos, sobre todo de aquellos que representaban a la colonia italiana en el país. Los títulos abundan en esta histórica institución. La época de los años 60 fue la dorada para azules, pues se consagraron campeones nacionales 1961, 1963 y 1966. El cuarto cetro para el Italia llegaría en 1972. La quinta y última estrella hasta los momentos para los capitalinos fue lograda en 1999 bajo el nombre de Deportivo Italchacao, y es por ello que esta escuadra es considerada como pentacampeona. El éxito del Deportivo Italia no sólo ha sido en el firmamento nacional, sino que ha destacado en el plano internacional, poniendo en alto el nombre de Venezuela en la prestigiosa Copa Libertadores de América. Siete participaciones en la Copa Libertadores (1964, 1966, 1967, 1969, 1971, 1972 y 1985), significan un gran orgullo para el Deportivo Italia. Cabe destacar que el elenco itálico fue en primer club criollo que tuvo una importante actuación en este certamen, eliminando en la fase previa nada más y nada menos que al Bahía de Brasil. Un día inolvidable para el Deportivo Italia y también para el fútbol venezolano, fue el 3 de marzo de 1971, fecha del recordado “Maracanazo”. Los heroicos azules dirigidos en ese entonces por Elmo Correa, sorprendieron al poderoso Fluminense en el mismísimo Maracaná derrotándolo 0-1, con gol de Manuel Tenorio de tiro penal. El Italia hizo historia en Río de Janeiro, pues fue la primera victoria de un equipo venezolano en suelo de Brasil.Agustín Rodríguez Weil

## Mino D'Ambrosio y la época dorada
En 1958 Mino D'Ambrosio tomó el mando del Deportivo Italia y junto con su hermano Pompeo D'Ambrosio (que asesoró financiariamente el equipo) hizo alcanzar al Italia los máximos galardones en el balompié venezolano.

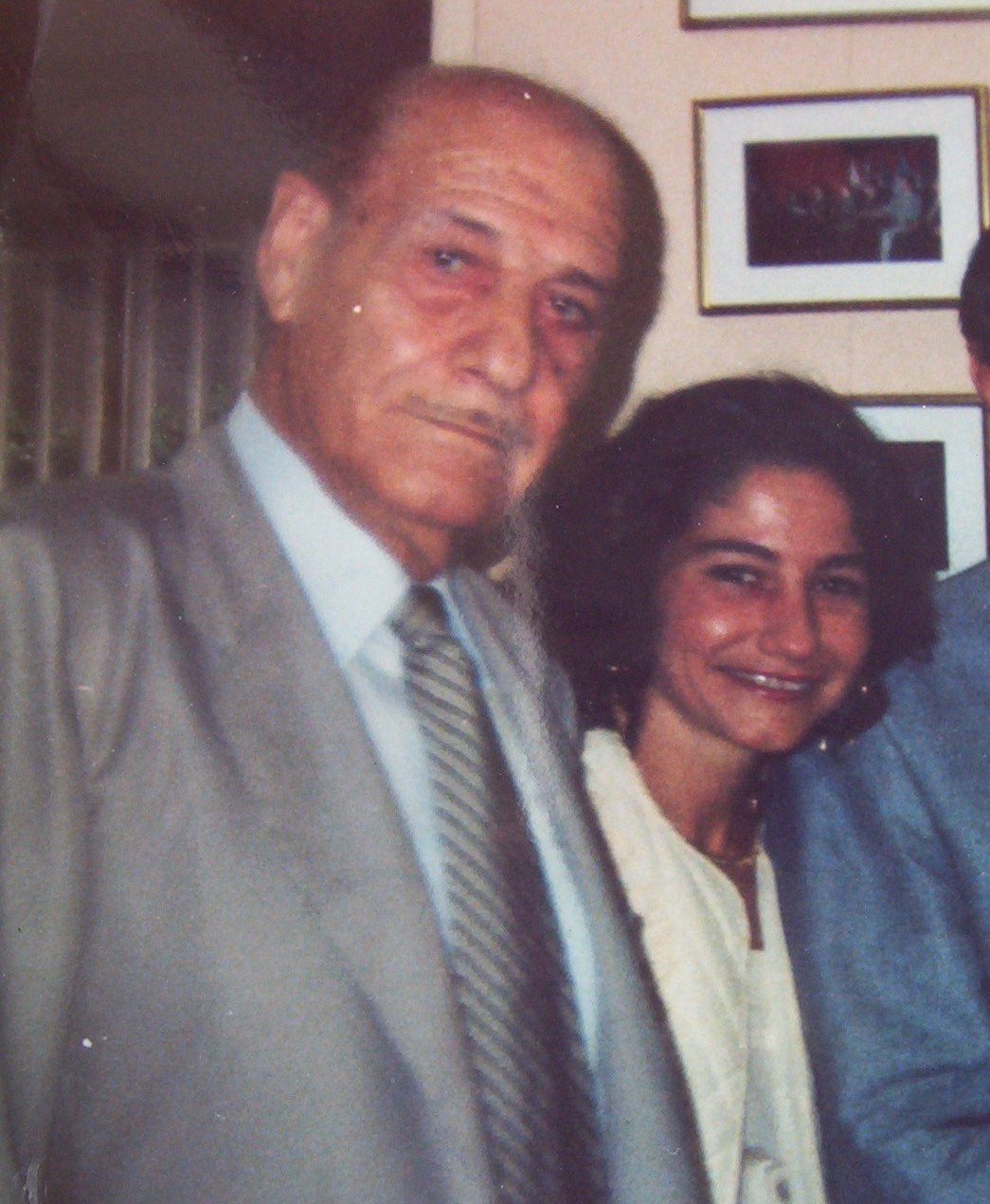
Pompeo D'Ambrosio

La "gestión D'Ambrosio" del equipo duró hasta 1978 y fue caracterizada por cuatro cetros nacionales y el famoso "Pequeño Maracanazo" de 1971. También obtuvo tres veces la Copa Venezuela: en 1961, 1962 y 1970 (y fue segundo en 1976). 
La época de los años 60 fue la dorada para los Azules, pues se consagraron campeones nacionales en 1961, 1963 y 1966. El cuarto cetro para el Italia llegaría en 1972 (junto con las tres victorias en la "Copa Venezuela"). El Italia fue también Subcampeón en 1965, 1968, 1969, 1970 y 1971. Prácticamente, entre 1961 y 1972, todos los años el Deportivo Italia de Mino D'Ambrosio obtuvo un galardón (o un resultado sobresaliente en la Copa Libertadores).
Además - en esos años de la "gestión D'Ambrosio" - el Italia ganó en torneos amistosos, algunos contra equipos europeos de la talla del Milán de Italia (1968) y fue el primer equipo venezolano en pasar a la segunda ronda de la Copa Libertadores (1964).

### Primera actuación de Venezuela en la Copa Libertadores de América
Venezuela debutó en la Copa Libertadores de América en 1964 con el Deportivo Italia de la capital de la República. El Italia venía de ser el campeón del año 1963. Tulio Carta planteó el deseo de participar en el certamen sudamericano, ante la Confederación Sudamericana de Fútbol.
Tras largas discusiones con los delegados representantes, la Confederación Sudamericana acordó incluir al representante de Venezuela y se le asignó como primer rival el "Bahía" de Brasil, quien era el subcampeón de aquel país. 
Hecho que significó gran responsabilidad para el Deportivo Italia por lo que Mino D'Ambrosio contrató tres refuerzos brasileños: Roberto proveniente del Fluminense, quien era defensa central, Zequinha buen lateral derecho quien venia del Botafogo y el delantero Ferreira del Madureira. Los dos cotejos se jugaron en Caracas debido a compromisos del Sport Bahía en los Estados Unidos y por Europa. El primer partido, disputado el 8 de marzo de 1964, terminó en empate a cero goles y fue visto por unas 20.000 personas en las tribunas del Estadio Olímpico. El segundo compromiso terminó 2 a 1 favorable al Deportivo Italia. Los goles fueron conseguidos Jaime e EIranildo (ambos brasileros). Así que el primer gol venezolano de la Copa Libertadores fue anotado por Jaime (puntero izquierdo del Italia) el 7 de abril de 1964, en el estadio Olímpico de Caracas y ante 18.000 personas, al minuto 52 del partido.
Jugadores que representaron al Deportivo Italia de Venezuela en la Copa Libertadores de América: Fernando Fantoni, Linda, Benito Fantoni, Gustavo González, José  “Papito” González, Jaime, Marín Danilo, Fiho y Agostino Nitti.

### Reseña histórica del "Pequeño Maracanazo"

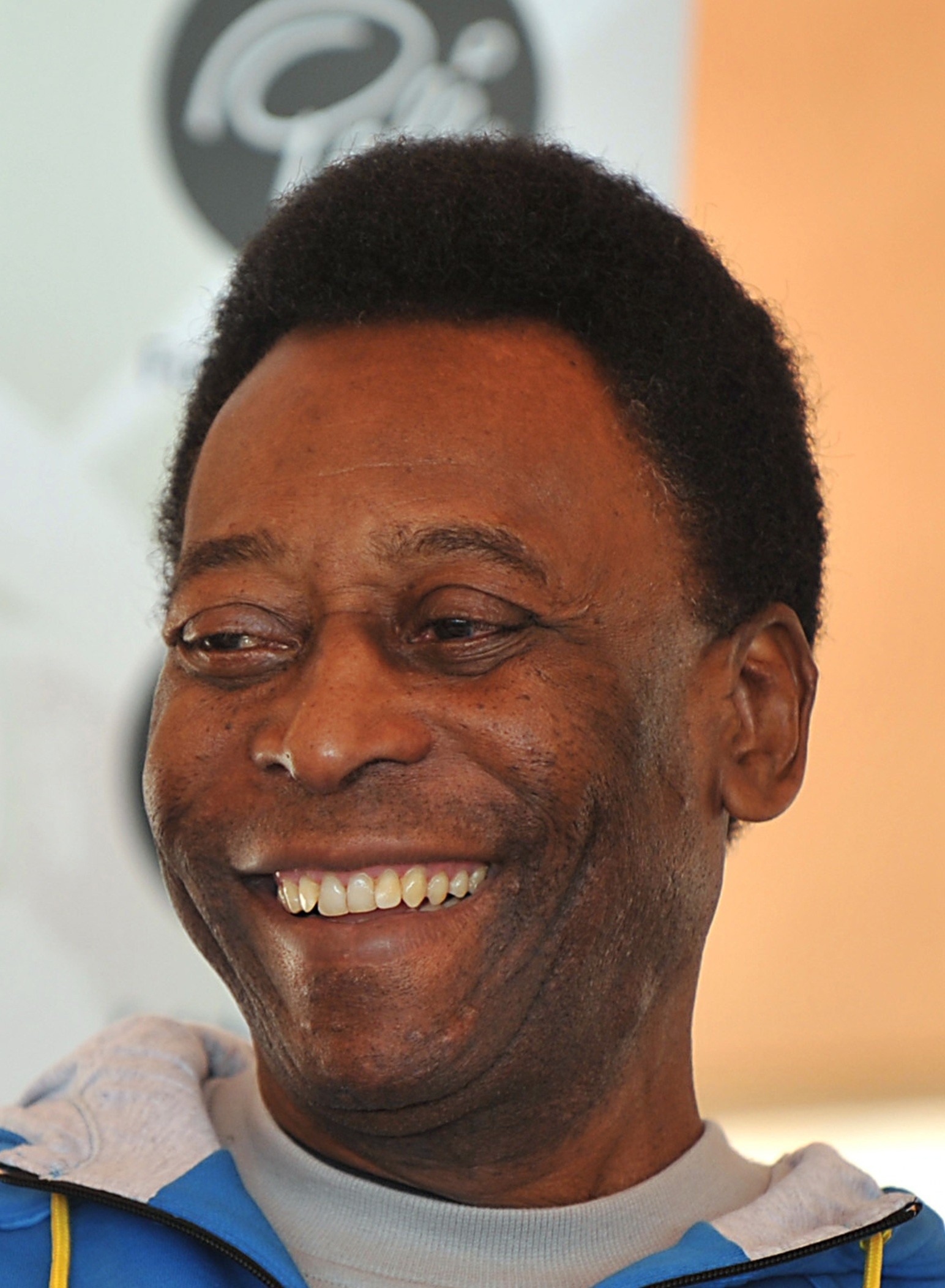
El campeón Pelé, amigo personal de Mino D'Ambrosio, halagó el "Pequeno Maracanazo"

Como dato histórico del fútbol venezolano se tiene que el Deportivo Italia, Subcampeón de la temporada de 1971, en el Maracaná derrotó un gol por cero (con gol conseguido por el defensa central Tenorio) al "Fluminense" de Lobo Mário Zagallo, Campeón de Brasil.
El diario caraqueno "El Universal" comentó que 

"...La noche del 3 de marzo de 1971, jamás será olvidada por los aficionados del Fluminense, que siguieron por radio y televisión el encuentro ante el Italia. Fueron 26.000 personas las que asistieron al Maracaná. El modesto equipo Venezolano, goleado en su propio campo en el encuentro anterior, lograba lo que durante más de un año nadie, ni los poderosos equipos cariocas habían hecho: derrotarlos. Esa fatídica noche, el Deportivo Italia lograba la hazaña más agradable del historial del balompié nacional venezolano, vencer en el estadio más grande del mundo al Campeón de Brasil..."

.
El Deportivo Italia - bajo la directa supervisión de Mino D'Ambrosio - formó esa noche con Vito Fassano (que por su actuación llegó a ser contratado en Brasil; Vito es de origen italiano).
En la zaga con Carlos “Chiquichagua” Marín, Tenorio, Freddy Elie y Vicente Arrud. En el medio con Delman “Pito” Useche, Negri y Rui. Adelante jugaron Alcyr quien fue sustituido por Bahiano, Beto y Militello.
Los atacantes del Fluminense empezaron desde el minuto 46 el ataque continuo a la puerta de Fassano, pero sin resultados. Al minuto 21 de este segundo tiempo el equipo venezolano obtuvo el esperado gol, gracias a un contrataque en el que Manuel Tenorio anotó —después que Militello fue derribado por el arquero Vitório— con un certero penalti. El mismo Tenorio realizó el gol con profesionalidad y frialdad. Los últimos minutos fueron caracterizados por continuos ataques brasileños a la puerta de Fassano, que hizo milagros parando de todo.
En la revista "Incontri" de Caracas, Bruno D'Ambrosio (nieto de Mino que asistió al partido) escribió que en la media hora final Vito Fassano hizo milagros: tres palos lo ayudaron, pero mientras dos golpearon externamente la puerta defendida por Fassano, el tercero hubiera sido gol si el arquero no lo hubiera desviado con sus dedos estirándose en forma increíble.  Fassano hizo el mejor partido de su vida.
Ficha tecnica del partido
La Ficha técnica del partido entre Fluminense y Deportivo Italia, jugado el 3 de marzo de 1971, es la siguiente:
- FLUMINENSE (0): Vitório; Oliveira, Galhardo, Assis, Maco, Antonio, Denilson, Didi (Sildes de Souza Povoas “Silveira”), Cafuringa, Flávio, Minuano, Samarone, Lula (Wilton César Xavier).DT: Mário Zagallo

- DEPORTIVO ITALIA (1): Vito Fassano; Carlos Marín, Freddy Elie, Manuel Tenorio, Vicente Arruda, Delman Useche, Rui da Costa, Alcyr Freitas (Waldir Pereira “Baiano”), Bendezú Negri, Roberto Arantes “Beto”, Nelson Militello.DT: Elno Correa

- Estadio: Mario Filho “Maracaná”, Río de Janeiro

- Fecha: 3 de marzo de 1971

- Árbitro: Rodolfo Pérez Osorio (Paraguay)

- Gol: Manuel Tenorio (Dep. Italia) 66’

## Fin de la Era D'Ambrosio y Crisis

Mino D'Ambrosio (a la izquierda) con el Rey Pele' (a la derecha) celebrando la victoria del Dep. Italia en el Maracana' junto al presidente de la Federación Venezolana de Futbol Asdrubal Olivares (en el centro)

Después de la prematura muerte de Mino D'Ambrosio en 1980 (muy lamentada por toda la comunidad italiana de Venezuela, especialmente de Caracas), el Deportivo Italia no consiguió mantenerse al mismo nivel hegemónico en el balompié venezolano. Obtuvo solamente un modesto título de Subcampeón en 1984.

Sin duda para Venezuela fue una bendición eniquecerse culturalmente con inmigrantes como los hermanos D'Ambrosio. Fueron ellos unos de los responsables de que en la década de los sesenta y setenta, con el Deportivo Italia como protagonista, Venezuela diera sus primeros pasos hacia la grandeza con logros futbolísticos realmente importantes. Javier Briceño

El fútbol venezolano no logró obtener victorias mundialmente importantes como el "Pequeño Maracanazo" por casi otros tres decenios. El llamado Fútbol de colonias en Venezuela fue lentamente desapareciendo en importancia desde entonces.
Todavía muchos italianos de Venezuela desean el "regreso" del Deportivo Italia

## Deportivo Italia en la "Copa Libertadores" durante la Era D'Ambrosio
Anexo:Historial del Deportivo Italia en la Copa Libertadores
El Deportivo Italia -en su época de oro durante la era D'Ambrosio- participó 6 veces a la Copa Libertadores, de la siguiente manera: 
- Calificaciones: Cuartos (1969) y Primer Turno (1964,1966,1967,1971 y 1972).

- Más famosa victoria: 03/03/1971 (en Río de Janeiro/Maracanã) D.Italia 1:0 Fluminense (Campeón de Brasil), con gol de M. Tenorio.

- Mejor victoria interna: 05/03/1969 (en Caracas) D.Italia 2:0 Unión Magdalena (Colombia), con goles de Maravic y Nitti.

- Mejor victoria externa: 01/03/1966 (en Lima) D.Italia 2:1 Alianza Lima (Perú), con 2 goles de Zeica.

- Mejor actuación: Cuartos en la Copa Libertadores de 1969.[12]

### Partidos
Los partidos jugados por el Deportivo Italia en la "Libertadores" son (entre paréntesis los jugadores que han marcado goles):
- Copa Libertadores de 1964 (como Campeón de Venezuela)

Preliminarias: 03/04/64 (en Caracas) D.Italia 0:0 Bahía
Preliminarias : 07/04/64 (en Caracas) D.Italia 2:1 Bahía (Jaime, Iranildo)
Primer Turno: 03/05/64 (en Guayaquil) D.Italia 1:0 Barcelona (Zequinha)
Primer Turno: 07/05/64 (en Santiago de Chile) D.Italia 0:4 Colo Colo               
Primer Turno: 17/05/64 (en Caracas) D.Italia 1:2 Colo Colo (Jaime)
Primer Turno: 24/05/64 (en Caracas) D.Italia 0:3 Barcelona  
- Copa Libertadores de 1966 (como Vice-Campeon de Venezuela)

Primer Turno: 05/02/66 (en Caracas) D.Italia 1:1 Lara (A.Nitti)
Primer Turno: 09/02/66 (en Caracas) D.Italia 2:2 Universitario (Zeica, Tacoronte)
Primer Turno: 12/02/66 (en Caracas) D.Italia 3:1 Alianza Lima (Tacoronte, Zeica, Nitti)
Primer Turno: 17/02/66 (en Caracas) D.Italia 0:3 River Plate             
Primer Turno: 23/02/66 (en Caracas) D.Italia 1:2 Boca Juniors (Vicente)
Primer Turno: 01/03/66 (en Lima) D.Italia 2:1 Alianza Lima (Zeica, 2 goals)
Primer Turno: 08/03/66 (en Buenos Aires) D.Italia 2:5 Boca Juniors (Nitti, 2 goals)
Primer Turno: 10/03/66 (en Buenos Aires) D.Italia 1:2 River Plate (Nitti)
Primer Turno: 13/03/66 (en Lima) D.Italia 2:1 Universitario (Nitti, Tacoronte)
Primer Turno: 17/03/66 (en Caracas) D.Italia 1:0 Lara (A. Nitti)
- Copa Libertadores de 1967 (como Campeón de Venezuela)

Primer Turno: 11/02/67 (en Caracas) D.Italia 1:0 D.Galicia (Elmo)
Primer Turno: 22/02/67 (en Caracas) D.Italia 0:3 Cruzeiro  
Primer Turno: 11/03/67 (en Lima) D.Italia 0:3 Universitario    
Primer Turno: 15/03/67 (in Lima) D.Italia 2:5 Sport Boys (Dirceu, Cazorla: autogoal)
Primo Turno: 20/03/67 (en Belo Horizonte) D.Italia 0:4 Cruzeiro            
Primer Turno: 25/03/67 (en Lima) D.Italia 0:0 Sport Boys           

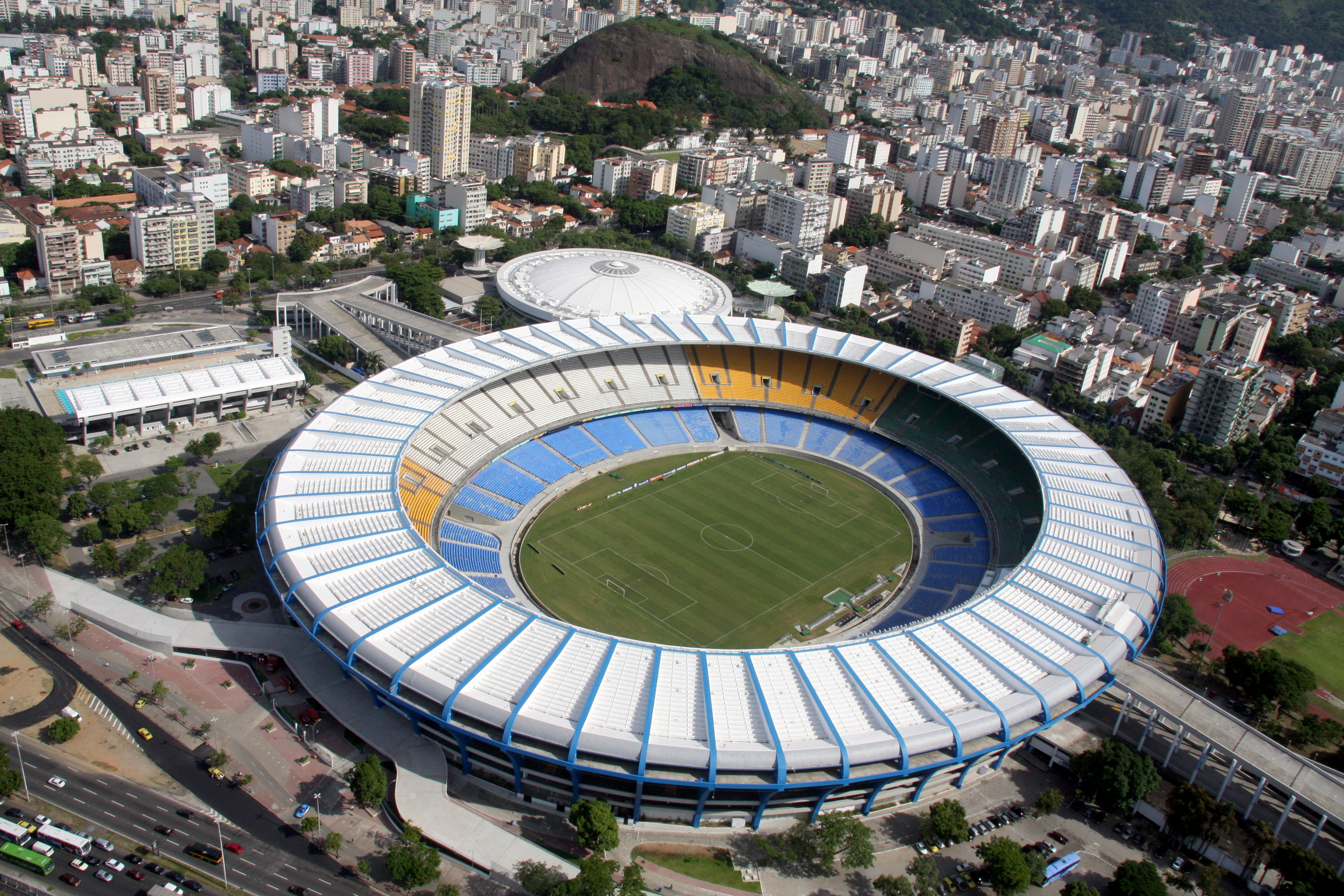
El estadio Maracanã de Río de Janeiro, el más grande del mundo, donde el Deportivo Italia de la "Era D'Ambrosio" consiguió el famoso "Pequeño Maracanazo", derrotando el Fluminense campeón de Brasil durante la Copa Libertadores de 1971

Primer Turno: 28/03/67 (en Lima) D.Italia 0:1 Universitario         
Primer Turno: 19/04/67 (en Caracas) D.Italia 0:0 D.Galicia 
- Copa Libertadores de 1969 (come Vice-Campeon de Venezuela)

Primer Turno: 23/02/69 (en Caracas) D.Italia 2:0 U.D.Canarias (Mateo, Nitti)
Primer Turno:01/03/69 (en Caracas) D.Italia 2:1 Deportivo Cali (M. Mateo, 2 goals)
Primer Turno: 05/03/69 (en Caracas) D.Italia 2:0 Unión Magdalena (Maravic, Nitti)
Primer Turno: 09/03/69 (en Caracas) D.Italia 1:1 U.D.Canarias (Maravic)
Primer Turno: 13/03/69 (en Cali) D.Italia 0:3 Deportivo Cali       
Primer Turno: 16/03/69 (en Santa Marta) D.Italia 0:3 Unión Magdalena        
Cuartos: 27/03/69 (en Caracas) D.Italia 0:0 Cerro Porteño      
Cuartos: 31/03/69 (en Asunción) D.Italia 0:1 Cerro Porteño        
Cuartos: 04/04/69 (en Santiago de Chile) D.Italia 0:4 Universidad Católica  
Cuartos: 15/04/69 (en Caracas) D.Italia 3:2 Universidad Católica (Alvez, Adair 2 goles)
- Copa Libertadores de 1971 (come Vice-Campeon de Venezuela)

Primer Turno: 31/01/71 (en Caracas) D.Italia 3:3 D.Galicia (Beto, Militello 2 goles)
Primer Turno: 10/02/71 (en Caracas) D.Italia 0:3 Palmeiras      
Primer Turno: 17/02/71 (en Caracas) D.Italia 0:6 Fluminense
Primer Turno: 25/02/71 (en Sao Paulo) D.Italia 0:1 Palmeiras               
Primer Turno: 03/03/1971 (en Río de Janeiro) D.Italia 1:0 Fluminense (Tenorio)
Primer Turno: 14/03/71 (en Caracas) D.Italia 3:2 D.Galicia (Alcyr, Negri, Useche)
- Copa Libertadores de 1972 (come Vice-Campeon de Venezuela)

Primer Turno: 13/02/72 (en Valencia) D.Italia 1:1 Valencia (Rui)
Primer Turno: 19/02/72 (en Caracas) D.Italia 0:1 Peñarol         
Primer Turno: 04/03/72 (en Caracas) D.Italia 2:0 Valencia (M.Mateo, 2 goals)
Primer Turno: 12/03/72 (en Montevideo) D.Italia 1:5 Peñarol (Alcyr)